# Manifesting 20-05
Manifesting 20-05 (estilizado en mayúsculas) es un extended play (EP) colaborativo entre el cantante colombiano Feid y el puertorriqueño Yandel. Fue publicado el 11 de abril de 2024, siendo distribuido por Universal Music Latino.
El título del álbum fue explicado por Feid como «manifestado en el 2005 y haciéndola real en el 2024». Esto fue en referencia al álbum Pa'l mundo (2005) de Wisin & Yandel, el primer material musical en físico que pudo comprar el cantante colombiano.

## Lista de canciones
| N.º   | Título              | Productor(es)                 | Duración |  |
| 1.    | «Fecha»             | Jowan · Rolo · Tainy          | 3:08     |  |
| 2.    | «De negro»          | Sky Rompiendo                 | 3:34     |  |
| 3.    | «Brickell»          | Jowan                         | 3:00     |  |
| 4.    | «No digas na»       | Jowan · Tainy                 | 3:28     |  |
| 5.    | «Pa janguiar [sic]» | Sky Rompiendo · The Prodigiez | 3:45     |  |
| 16:57 |                     |                               |          |  |

## Créditos y personal
Adaptado desde AllMusic.
- Salomón Villada Hoyos – Artista principal, composición, grabación.
- Llandel Veguilla – Artista principal, composición.
- Aldo González – A&R.
- Rodolfo Ramos – A&R.
- Daniel Tenorio – Asistente de ingeniería.
- Edwin Diaz – Asistente de ingeniería.
- Roberto Vázquez (Earcandy) – Ingeniero de mezcla en The Record Plant.
- Ricardo Santiago – Ingeniero de masterización.
- Alejandro Ramírez – Composición, producción.
- Andrés David Restrepo Echavarría (Rolo) – Composición, grabación, producción.
- Gabriel Rodríguez Morales (Gaby Morales) – Composición (1, 2, 5), grabación.
- Joan Ubinas Jiménez (Fantasma) – Composición (1-5).
- Johan Esteban Espinosa Cuervo (Jowan) – Composición, producción.
- Marcos Masis – Composición, producción.
- Yhoan Jimenez Londono (Young Crunk) – Composición, producción (5).
- Johnattan Jair Gaviria Cortés (J. Cortés) – Composición, producción (5).

## Posicionamiento en listas
| Listas (2024)                        | Mejor posición |
| ------------------------------------ | -------------- |
| España (Top 100 Álbumes)             | 21             |
| Estados Unidos (Latin Rhythm Albums) | 13             |
| Estados Unidos (Top Latin Albums)    | 26             |